# 一気見

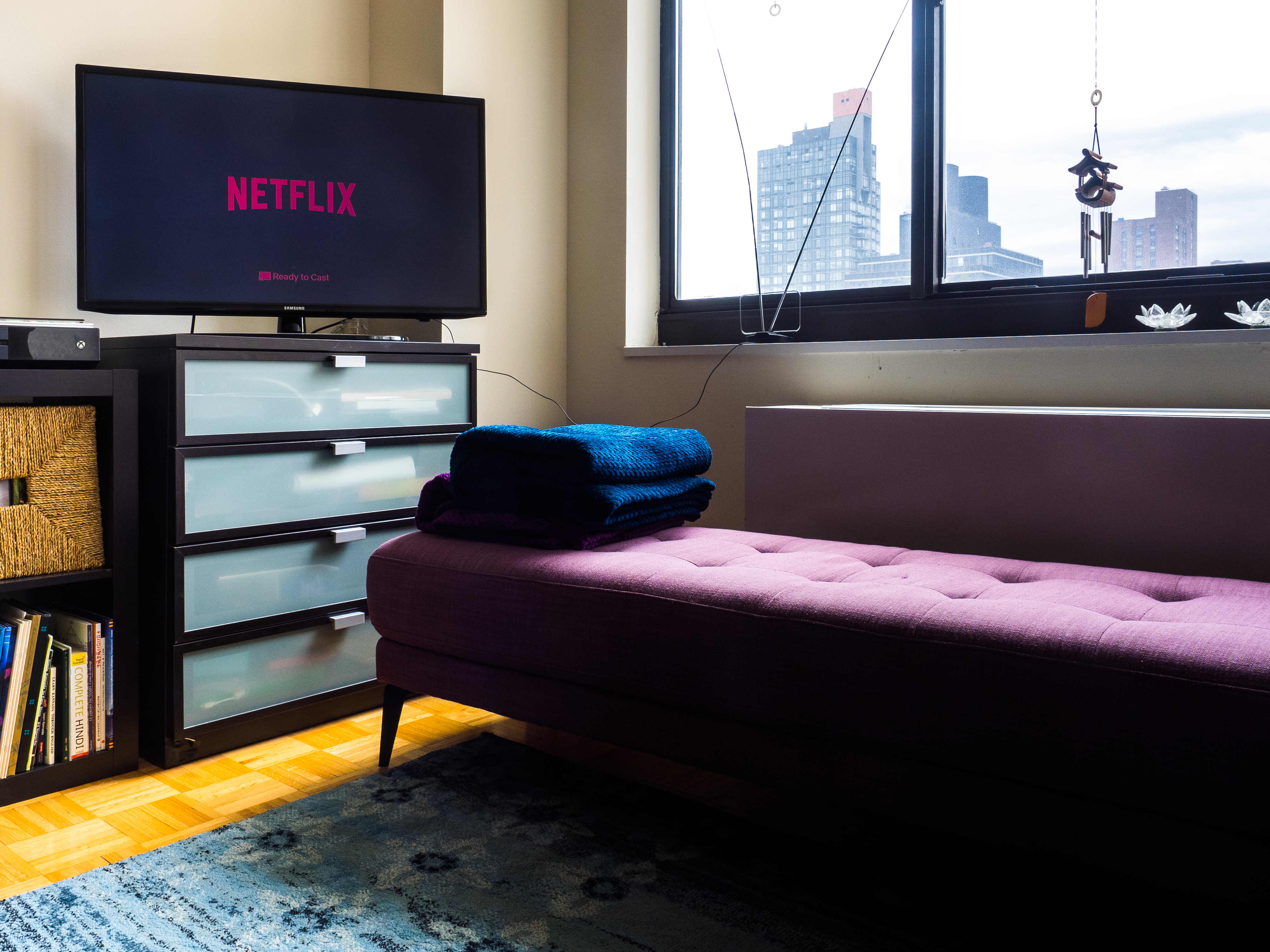
マンハッタンのアパートにあるモニターでNetflixをストリーミング再生する様子。

一気見（いっきみ）は、娯楽や情報コンテンツ、通常は1つのテレビ番組を長時間にわたって視聴することを指す言葉。イッキ見またはいっき見とも書かれ、英語ではビンジ・ウォッチング (binge-watching)、binge-viewing, marathon-viewingという。2014年2月にNetflixが実施した調査では、73％の人が一気見を「同じテレビ番組の2〜6回のエピソードを一度に視聴する」と定義している。研究者の中には、ビンジ・ウォッチングはテレビ番組の文脈や実際の内容に基づいて定義する必要があると主張する者もいる。一般的に一気見と呼ばれるものは、実際には複数のタイプのテレビ視聴行動（および経験）を指すのではないかと指摘する研究者もいた。彼らは、一気見の概念を拡張して、長時間座ったままであること（一度座るとそのまま3話以上を連続して見る）と、数日かけて番組の1シーズン（または複数シーズン）全話を1話ずつ加速的に消費することの両方を含むべきであると提案した。
観察されている文化現象としての一気見は、視聴者がオンデマンドでテレビ番組や映画を視聴できるNetflix、Amazonプライム・ビデオ、Huluなどのビデオストリーミングサービスの擡頭で人気が高まっている。たとえば、Netflixの調査参加者の61％が定期的に一気見をしていると答えている。米国の大手ビデオストリーミングプロバイダーのビデオオンデマンドデータに基づく最近の調査によると、顧客の64％以上が1年間に1回は一気見をしたと回答している。

## 歴史
一気見の習慣は、以前はmarathon-watchingと呼ばれていた。この実践の初期の例としては、1970年代後半から1980年代の間にアニメファンダムのコミュニティで行われた、輸入された日本のアニメ番組のVHSテープの連続視聴会や、1985年7月に『ドナ・リード』や『ルート66』から複数のエピソードを放送したニコロデオンのニック・アット・ナイトが含まれる。
"binge-watching"という言葉の使用は、オンデマンド視聴とオンラインストリーミングの出現で普及した。2013年には、業界標準の毎週エピソードを公開するモデルとは対照的な、オリジナル番組のシーズンを同時に公開するというNetflixの慣習を表す言葉として、この言葉が主流になった。
2015年11月、コリンズ英語辞典は"binge-watch"という語を今年の語として選んだ。

## 文化的影響
俳優のケヴィン・スペイシーは、2013年のマクタガート講演で、テレビの幹部たちに「視聴者が望むときに望むものを、熱中(binge)を望むなら熱中を」視聴者に与えるように懇願した。何百万人もの人々が依然として違法にコンテンツをダウンロードしているにもかかわらず、高品質な物語は、視聴者の注意を最後まで何時間も持続させ、著作権侵害を減らすことができると彼は主張した。『THE WIRE/ザ・ワイヤー』や『ブレイキング・バッド』のような「複雑で質の高いテレビ」を一気見することは、一度に小説を一章以上読むことに例えられており、テレビを見るための「賢明で瞑想的な方法」として考える者もいる。最近の研究によると、一気見をしている間、人々が番組の世界に「連れて行かれた」と感じることで、視聴の楽しさが増し、一気見の回数が増え、視聴時間も長くなる。
ITVのテレビディレクターであるピーター・フィンチャム (Peter Fincham)は、一気見は将来のエピソードを予測して友人と話し合う機会が少なくなるため、テレビの「社会的価値」を損なうと警告した。それにもかかわらず、研究によると、一気見を頻繁に行うからといって必ずしも社会的関与が減るわけではないことがわかっている。ある研究ではフィンチャムの発言と全く逆の結果が出ており、大量に一気見する人は、そうでない人に比べて、日常的に友人や家族との交流に多くの時間を費やしていることが報告されている。大量に一気見する人は、どの番組を見るべきかについての意見の情報源として他の人に利用されており、彼らはしばしばオフラインとオンラインの両方でテレビ番組についての会話をしている。
テキサス大学オースティン校で行われた研究によると、テレビの一気見は、うつ病、孤独、自己制禦の缺如、および肥満と相関していることがわかった。「一気見は無害な依存症であると主張する人もいるが、私たちの研究の結果は、一気見をこのように見るべきではないことを示唆している」と著者は結論付けている。「一気見依存症」の治療を受けている人の症例はすでに報告されている。
メディア学者のアン・スウィート (Anne Sweet)博士が発表した研究によると、一気見は、むちゃ食いや暴飲に似た強迫的な消費の一形態であり、中毒性があるため、テレビ中毒の一形態を示す。これらの知見は、「個人がある番組に注意を払う度合いが、一気見の動機に応じて、その後の後悔を増加または減少させる可能性がある」ことを発見したPittman and Steiner (2019)によって問題化された。
ローワン大学のメディア学者エミル・シュタイナー (Emil Steiner)博士が行った研究では、一気見の動機を5つ（追いつくこと、リラックスすること、完成感、文化的一体性、視聴体験の向上）に分離した。著者は、強迫性はありうるが、ほとんどの一気見は、新興の技術文化的行動と相反する関係にあると結論付けている。さらに著者は、一気見における制禦の交渉がテレビ文化に対する私たちの理解を変えていると主張している。
2016年にテクニカラー社の研究所が行なった研究によると、一気見をすると近い将来にもう一度一気見をする可能性が高まることがわかった。その間、大多数の人はすぐに次の一気見をすることはない。このことは、現実のビデオ・オン・デマンドの消費者にとって、一気見が一貫した行動ではないことを示している。
公開から24時間以内に番組のシーズン全話を視聴することが一般的になった。2018年の成人テレビ視聴者への調査によると、29％がそうしたと報告している。18歳から29歳では、その数は51％に増加する。

## 注意力と気分
テネシー大学のマシュー・ピットマン (Matthew Pittman)博士とローワン大学のエミル・シュタイナー博士による2019年の研究では、注意力が視聴者の体験と一気見後の後悔にどのように影響したかを調べた。「この調査（N=800）では、個人がある番組に注意を払う度合いが、一気見の動機に応じて、その後の後悔を増加または減少させる可能性があることが判明した。」しかし、単により多くの注意を要求する番組を見るだけでは、一気見後の後悔を和らげるのに十分ではない。その後の研究では、事前に一気見を計画していた視聴者は、リラックスできるコメディ、魅力的なドラマ、懐かしいお気に入りの番組など、視聴の動機に沿った番組を選ぶ傾向が強いことがわかった。このような計画を立てることで、「視聴者の没頭性が向上し、結果として感情的な結果が改善された。」

## 睡眠への影響
2017年の研究では、一気見は睡眠の質の低下、不眠症や倦怠感の増加に関連していた。実際、一気見は認認知的な覚醒度の上昇につながり、その結果、睡眠に影響を与える可能性があるという。結果では、一気見をする人の98％が睡眠の質が悪く、睡眠前の警戒心が強くなり、疲労感をより多く報告していたことを示した。著者らはまた、睡眠とテレビ視聴との負の関連に関する睡眠研究では知見が一貫しておらず、一気見とは区別されるべきであると強調している。

## 広告への影響
2016年の調査によると、全体として、一気見を行う傾向のある視聴者は、そうでない視聴者よりも広告への反応が鈍いことがわかった。広告の効果は、視聴時間が長くなるほど低下する。研究者は、この現象を広告によって引き起こされた混乱に起因すると考えている。一気見をする視聴者は、自分が見ているものに没頭し続けたいと考えており、現実の世界に強制的に戻されることを望んでいない。
2019年、Huluは一気見の視聴者向けの新しい広告形式を導入した。ブランドは、一気見中の第1話と第2話の間に一気見へのジョークや言及を含む広告を掲載する。第3話の前に、ブランドは、特別なプロモーションを盛り込んだ広告を表示したり、コマーシャルにより中断することなく次のエピソードを視聴できることを発表したりすることで、一気見の視聴者に報酬を与える。